# Дезерт-Ейр (Вашингтон)
Дезерт-Ейр (англ. Desert Aire) — переписна місцевість (CDP) в США, в окрузі Грант штату Вашингтон. Населення — 2288 осіб (2020).

## Географія
Дезерт-Ейр розташований за координатами 46°41′39″ пн. ш. 119°55′45″ зх. д. / 46.69417° пн. ш. 119.92917° зх. д. (46.694214, -119.929050).  За даними Бюро перепису населення США в 2010 році переписна місцевість мала площу 15,80 км², з яких 8,80 км² — суходіл та 7,00 км² — водойми.

### Клімат
| Клімат : Дезерт-Ейр     | Клімат : Дезерт-Ейр | Клімат : Дезерт-Ейр | Клімат : Дезерт-Ейр | Клімат : Дезерт-Ейр | Клімат : Дезерт-Ейр | Клімат : Дезерт-Ейр | Клімат : Дезерт-Ейр | Клімат : Дезерт-Ейр | Клімат : Дезерт-Ейр | Клімат : Дезерт-Ейр | Клімат : Дезерт-Ейр | Клімат : Дезерт-Ейр | Клімат : Дезерт-Ейр |
| Показник                | Січ.                | Лют.                | Бер.                | Квіт.               | Трав.               | Черв.               | Лип.                | Серп.               | Вер.                | Жовт.               | Лист.               | Груд.               | Рік                 |
| Абсолютний максимум, °C | 21,7                | 22,2                | 27,8                | 34,4                | 40,6                | 43,3                | 44,4                | 43,3                | 40,6                | 33,3                | 24,4                | 21,7                | 44,4                |
| Середній максимум, °C   | 4,7                 | 8,6                 | 14,1                | 18,7                | 23,9                | 28,2                | 33,0                | 32,3                | 27,0                | 18,8                | 10,1                | 4,6                 | 18,7                |
| Середній мінімум, °C    | −2,7                | −0,5                | 2,7                 | 6,3                 | 10,7                | 14,7                | 18,2                | 18,0                | 13,4                | 6,9                 | 1,6                 | −2,4                | 7,3                 |
| Абсолютний мінімум, °C  | −24,4               | −23,3               | −11,7               | −3,9                | −1,7                | 1,7                 | 8,3                 | 5,6                 | 0,6                 | −7,8                | −21,7               | −21,7               | −24,4               |
| Норма опадів, мм        | 23                  | 17                  | 16                  | 12                  | 12                  | 11                  | 5                   | 6                   | 7                   | 13                  | 26                  | 31                  | 179                 |
| ----------------------- | ------------------- | ------------------- | ------------------- | ------------------- | ------------------- | ------------------- | ------------------- | ------------------- | ------------------- | ------------------- | ------------------- | ------------------- | ------------------- |
| Джерело:                |                     |                     |                     |                     |                     |                     |                     |                     |                     |                     |                     |                     |                     |

## Демографія
Згідно з переписом 2010 року, у переписній місцевості мешкало 1626 осіб у 558 домогосподарствах у складі 438 родин. Густота населення становила 103 особи/км².  Було 973 помешкання (62/км²).
Расовий склад населення:
| - 72,8 % — білих - 0,9 % — корінних американців - 0,6 % — чорних або афроамериканців - 0,1 % — азіатів - 23,4 % — осіб інших рас |

До двох чи більше рас належало 2,4 %. Частка іспаномовних становила 51,3 % від усіх жителів.
За віковим діапазоном населення розподілялося таким чином: 26,8 % — особи молодші 18 років, 56,7 % — особи у віці 18—64 років, 16,5 % — особи у віці 65 років та старші. Медіана віку мешканця становила 35,2 року. На 100 осіб жіночої статі у переписній місцевості припадало 113,7 чоловіків;  на 100 жінок у віці від 18 років та старших — 111,4 чоловіків також старших 18 років.
Середній дохід на одне домашнє господарство  становив 55 181 долар США (медіана — 50 192), а середній дохід на одну сім'ю — 55 861 долар (медіана — 44 688). За межею бідності перебувало 19,4 % осіб, у тому числі 28,4 % дітей у віці до 18 років та 0,0 % осіб у віці 65 років та старших.
Цивільне працевлаштоване населення становило 700 осіб. Основні галузі зайнятості: сільське господарство, лісництво, риболовля — 70,6 %, науковці, спеціалісти, менеджери — 13,3 %, транспорт — 7,9 %, публічна адміністрація — 4,0 %.